# Sergej Nikolaevič Frejman
Sergej Nikolaevič Frejman (in russo Сергей Николаевич Фрейман?), noto in Occidente come Sergey von Freymann (Vladivostok, 7 maggio 1882 – Tashkent, 1946) è stato uno scacchista russo (dal 1921 sovietico).

## Biografia
Ottenne il suo miglior risultato a Odessa nel 1929, con il secondo posto dietro Boris Verlinsky nel 6º Campionato sovietico.
Negli anni venti si trasferì in Uzbekistan, dove vinse quattro volte (1932, 1934, 1935, 1937) il Campionato dell'Uzbekistan.

Nel 1935 vinse anche il secondo Campionato del Kazakistan.

## Vittorie
Altri risultati di rilievo:
- 1906: 2º dietro Simon Alapin a San Pietroburgo
- 1908: =1º con Karl Rosenkrantz a San Pietroburgo
- 1909: =2º-3º con Abram Rabinovič a Vilnius (vinse Akiba Rubinstein)
- 1911: vince a san Pietroburgo un match contro Evgenij Znosko-Borovskij (+5 –3 =10)
- 1914: =1º con Pëtr Romanovskij a San Pietroburgo
- 1927: =1º con Nikolaj Rudnev nel campionato dell'Asia Sovietica
- 1928: vince (fuori concorso) il campionato del Turkmenistan
- 1934: vince a Tashkent il campionato dell'Asia Sovietica

## Partite notevoli
- Von Freymann - Rubinstein, campionato russo 1907, Partita di Donna D05 (1-0)
- Rubinstein - Von Freymann, campionato russo 1912, Francese McCutcheon C12 (0-1)
- Von Freymann - Rubinstein, campionato Russo 1912, Apertura Bird A02 (1-0)
- Von Freymann - Aleksandr Alechin, Vilnius 1912, Olandese A84 (1-0)
- Von Freymann - Il'ja Rabinovič, Vilnius 1909, Quattro Cavalli C49 1-0)
- Von Freymann - Michail Botvinnik, campionato URSS 1927, Ovest indiana E19 (1-0)